# بتسیزاراینا
بتسیزاراینا (به لاتین: Betsizaraina) یک منطقهٔ مسکونی در ماداگاسکار است که در ماهانورو واقع شده‌است. بتسیزاراینا ۲۲٬۴۰۹ نفر جمعیت دارد.